# Carmela Gross
Carmela Gross (São Paulo, 1946) es una artista visual y académica brasileña. Se destaca por su enfoque vanguardista en artes visuales con enfoque en arte pop, el vocabulario visual de los niños, la arquitectura y el paisaje urbano.

## Formación
Maria do Carmo da Costa Gross nació en São Paulo en febrero de 1946. Se licenció en Bellas Artes por la Fundación Armando Álvares Penteado (FAAP) en 1969. Ese mismo año ya había participado por segunda vez en la Bienal de São Paulo.
Entre 1971 y 1972 fue académica de la Escuela de Bellas Artes de São Paulo. En 1981 completó su Maestría en Bellas Artes y seis años más tarde, también su doctorado en la Universidad de São Paulo. También ejerció como profesora del Departamento de Artes Plásticas de la misma universidad de 1972 a 2015. 

## Carrera artística
Gross comenzó su carrera durante un período de agitación social en Brasil, lidiando con la censura estatal y la violencia perpetrada por una serie de regímenes dictatoriales entre 1964 y 1985.
Al principio de su carrera artística, se centró en producciones expuestas en espacios públicos (por ejemplo, Escada-Escola) y estas a menudo involucraban propuestas de actividades plásticas para niños, así como temas que exploraban la educación. Sus producciones artísticas que utilizan plástico también suelen articular una mirada crítica a las dimensiones sociales y políticas del paisaje urbano moderno.[cita requerida]
Gross participó en movimientos colectivos que utilizaron el espacio público como plataforma artística. Entre las exposiciones en las que participó durante este período se encuentran el Movimiento Arte en Plaza y Bandeiras na Praça ("Banderas en la plaza").
Durante la Bienal de 1969 expuso A carga, una gran escultura metálica cubierta por una lona. Entre las piezas destacadas de esta exposición se incluyen Presunto ("Jamón") y Barril, que exploraron el paisaje urbano caracterizado por la ambivalencia entre opacidad y morbilidad.
En 1977 produjo un vídeo en el que aparecía un gouache negro compuesto de imágenes representadas en la pantalla de forma ortogonal, connotando una prisión.
Gross es conocida por sus instalaciones artísticas con neón, incluyendo Figurantes/Extras, Aurora, Real people are dangerous y Grande Hotel. También ha destacado por sus dibujos, pinturas, litografías, sellos, fotocopias y videoarte. 
En 2023, Gross participó en BIENALSUR, formando parte de la exposición colectiva Forasteros en el palacio. Capítulo 2, realizada en el Museo de Artes Decorativas Palacio Taranco, en Montevideo, Uruguay.

### Galería

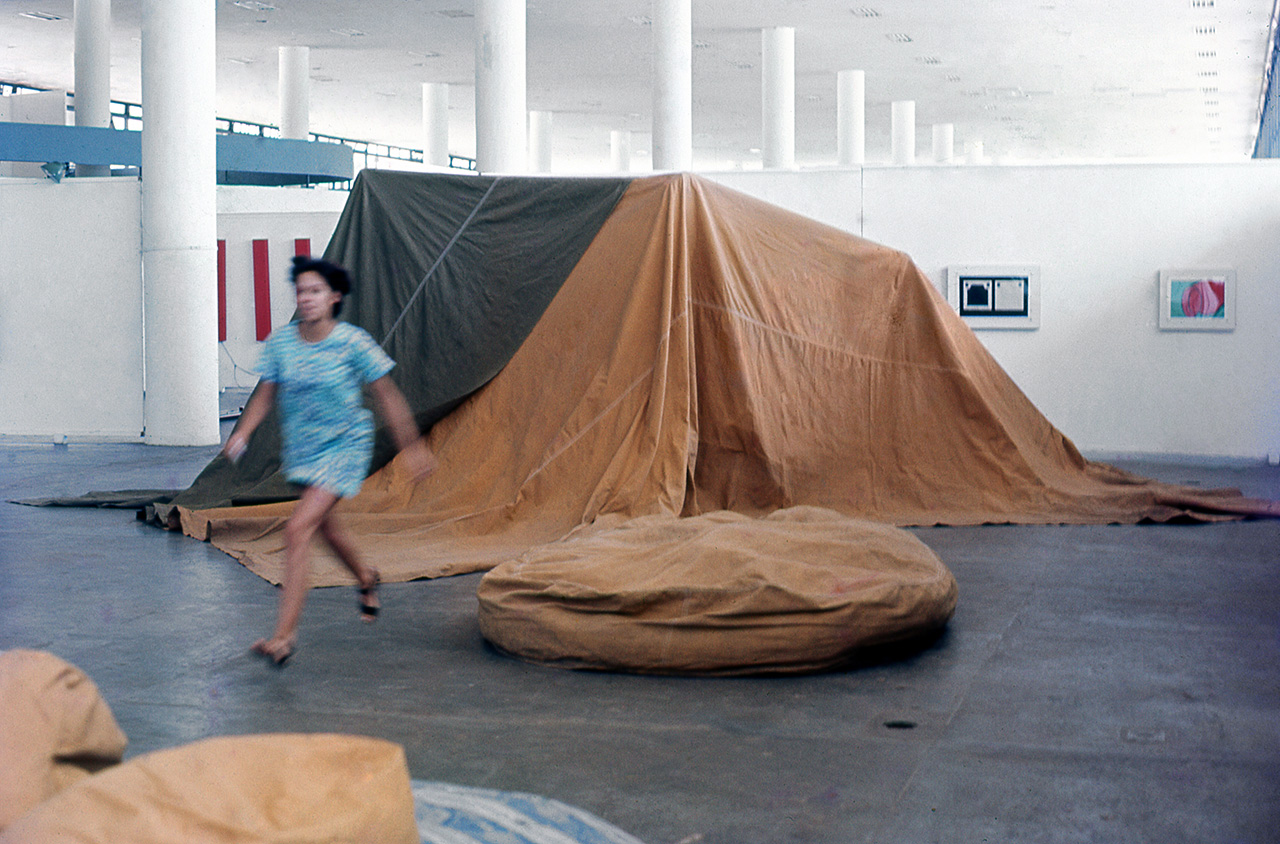
A Carga e Presunto (1969)
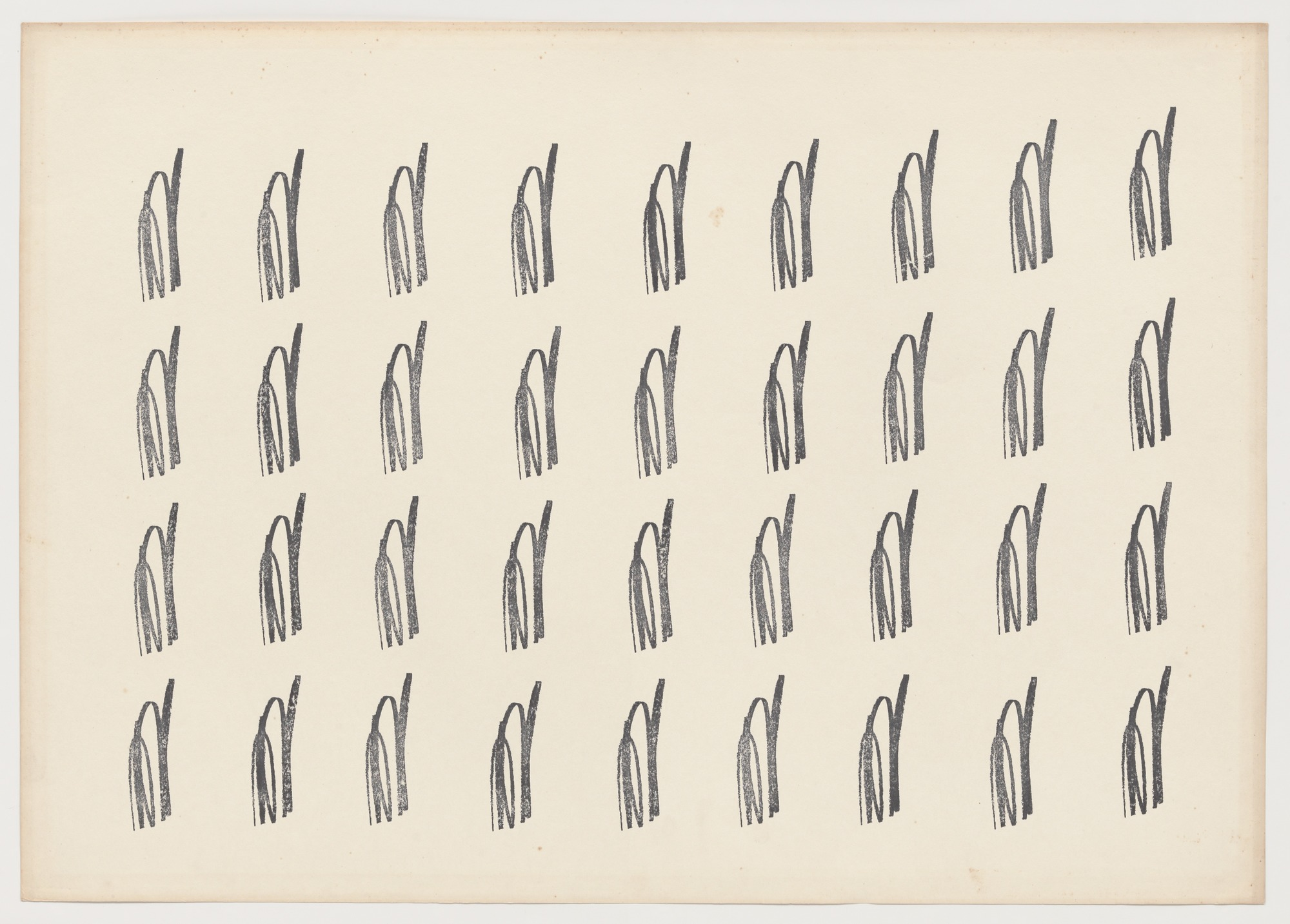
Carimbos (1978)
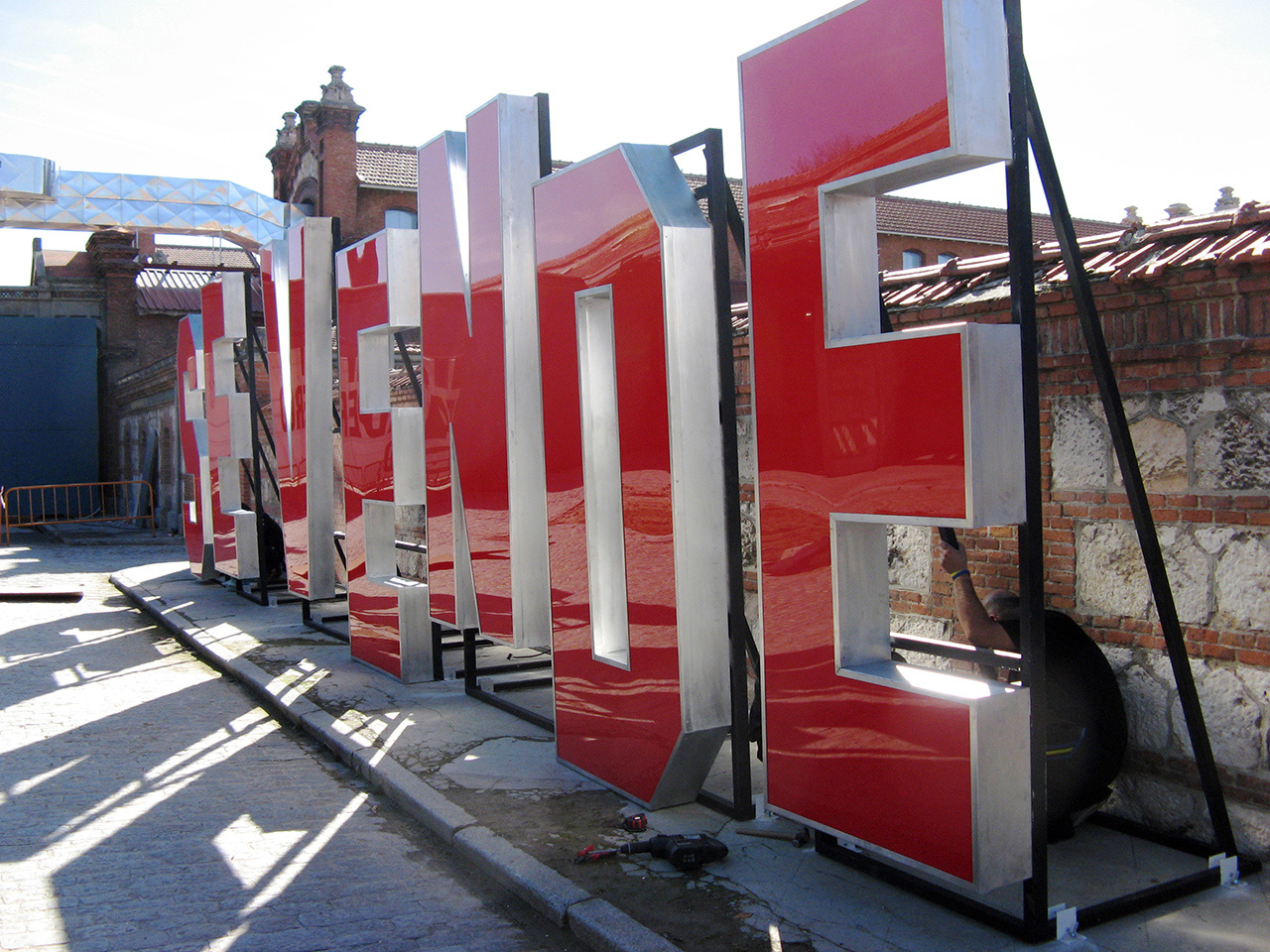
Se Vende (2008)
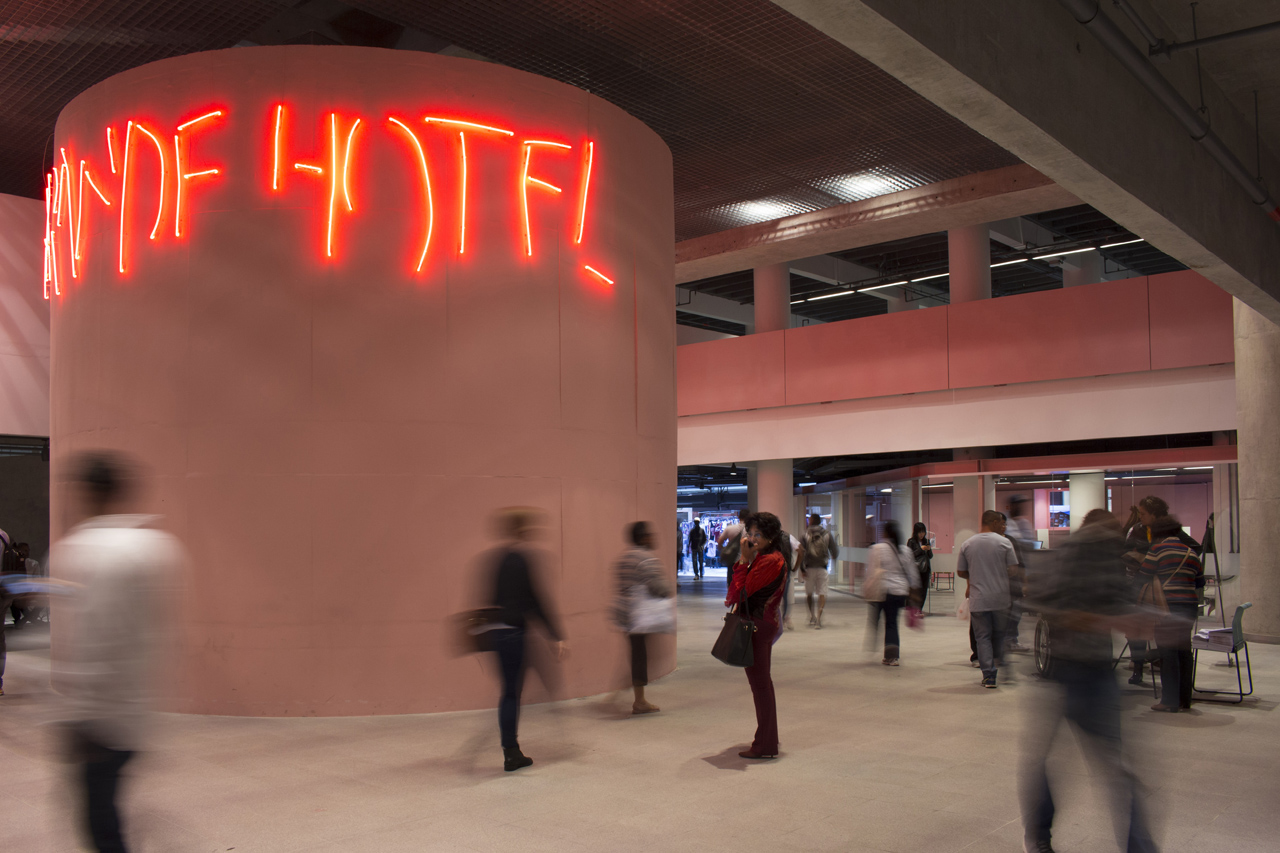
Grande Hotel (2017)